# Регулятор GTPase Х-хромосомного пигментного ретинита
 Регулятор GTPase Х-хромосомного пигментного ретинита  — фермент, который у человека кодируется геном RPGR.
Этот ген кодирует белок серией из шести RCC1-подобных доменов (RLDS), характерных для высоко консервативных гуанино — нуклеотидных обменных факторов. Мутации в этом гене были связаны с Х-хромосомным пигментным ретинитом (XLRP). Несколько альтернативно связанных расшифрованных вариантов, которые кодируют различные изоформы этого гена были зарегистрированы, но только у некоторых из них природа в полной мере была определена.

## Взаимодействия
Регулятор GTPase пигментного ретинита, как было выявлено, взаимодействует с PDE6D и RPGRIP1.